# أولاد قدور (أولاد بلحسن)
أولاد قدور هو دُوَّار يقع بجماعة تندرارة، إقليم فكيك، جهة الشرق في المملكة المغربية. ينتمي الدوّار لمشيخة أولاد بلحسن التي تضم 8 دواوير. يقدر عدد سكانه بـ 134 نسمة حسب الإحصاء الرسمي للسكان والسكنى لسنة 2004.

## روابط خارجية
- البوابة الوطنية للجماعات الترابية
- المندوبية السامية للتخطيط